# Calotes minor
Calotes minor – gatunek gada łuskonośnego z rodziny agamowatych (Agamidae). Występuje od Pakistanu po środkowe Indie. Jako miejsce typowe wskazano Czittagong w południowo-wschodnim Bangladeszu, najprawdopodobniej błędnie, gdyż środowisko w tym miejscu jest niesprzyjające dla tego gatunku, a poza tym brak jest innych stwierdzeń z tego kraju.
Starszy synonim gatunku Brachysaura ornata Blyth, 1856, będącego gatunkiem typowym monotypowego rodzaju Brachysaura. Z badań Deepaka i współpracowników (2015) wynika, że gatunki zaliczane do rodzaju Calotes nie tworzą kladu, do którego nie należałby również gatunek Brachysaura minor; na tej podstawie autorzy uznali rodzaj Brachysaura za młodszy synonim rodzaju Calotes i przenieśli gatunek B. minor do rodzaju Calotes.